# Џено, џено Романипе (представа)
„Џено, џено Романипе” (срп. Биће, биће ромски народ) назив је представе посвећене култури и традицији ромског народа која је настала у Грачаници у циљу разбијања бројних предрасуда према најбројнијој националној мањини у БиХ. Редитељка представе је Мирела Трепанић Грбешић.
Представа „Џено, џено Романипе” покушава приближити мање познате елементе ромске културе и традиције публици. Полази се од музике и песама на ромском језику које говоре о несретној љубави, али и ромским славама и божанствима, преко начина живота и занимања којима су обележени Роми до ромских легенди и обичаја.
Идеја за представу је настала у Грачаници у оквиру пројекта „Јачање улоге месних заједница у БиХ” који спроводи Развојни програм Уједињених нација (УНДП), а финансирају га владе Швајцарске и Шведске. Циљ пројекта је да се кроз рад на представи врши едукација Рома о позоришној уметности, затим презентује култура и традиција Рома кроз оригинално позоришно дело и разбије дискриминација која према њима постоји у заједници. Kако би се додатно информисала о ромском начину животу, Мирели је помогла књига америчко-уругвајске списатељице Изабел Фонсеке, која је живела у ромским заједницама широм Европе, истраживала њихов начин живота и написала једну од најпродаванијих књига о Ромима „Сахраните ме усправно”.
Током четири и по месеца вежбања, изведено је преко 80 проба, што је резултирало представом у трајању од око 80 минута. Kрајем 2017. године у Грачаници је премијерно изведена представа, а више од 1000 људи ју је погледало током четири извођења представе само у овој општини из које је и потекла сва прича. Представа је до сада изведена широм региона.

## Глумачка постава
На аудицијама су одабрани најзаинтересованији глумци, аматери, који су режисерки детаљније приближили обичаје, језик, културу, говорећи о ономе што су им пренеле њихове мајке, очеви, баке и дедови. Оригиналну глумачку поставу чине Ахмет Мехић и његово двоје деце Алмедин и Алмедина, затим Абдулах Османовић, те двојица Бошњака Амар Мујкић и Јусуф Љевшић.